# Egidio di Casaio
Egidio di Casaio, in spagnolo Gil del Casaio (El Bierzo, 1170 circa – Casaio, 1250 circa), è stato un monaco cristiano e abate spagnolo.
Fu monaco benedettino (o cistercense) e abate dell'abbazia di san Martino di Castañeda. Ritiratosi in romitaggio, vi rimase fino alla morte. È venerato come santo dalla Chiesa cattolica.

## Biografia
Il luogo di nascita di sant'Egidio di Casaio non è noto, ma una tradizione lo vuole nativo della zona di El Bierzo. Fu monaco nell'abbazia di Carracedo. Trasferito in quella di San Martino di Castañeda, ne divenne abate e procedette al suo restauro. Si ritirò quindi in romitaggio con un altro monaco, Pietro Fresme, nel priorato di Santa Croce del Casaio, non molto lontano da Castañeda, ma già nella comarca di Valdeorras in Galizia, ove fu guida della popolazione. Si trasferì quindi a proseguire la sua vita da eremita a Casaio, nel comune di Carballeda de Valdeorras, ove morì e fu sepolto dagli altri monaci nello stesso romitaggio.

## Culto
Sul suo romitaggio fu eretta una chiesa che divenne meta di pellegrinaggi.
La sua memoria liturgica cade il 1º settembre. Nel 1746 papa Benedetto XIV concesse l'indulgenza ai visitatori del romitaggio.